# Superman (arcade)
Superman es un juego de arcade desarrollado y distribuido por Taito Corporation en 1988.
El jugador controla a Superman a través de cinco niveles con la misión de librar a la Tierra del emperador Zaas. El primer jugador usa al Superman tradicional, con traje azul y capa roja; el segundo jugador controla a un Superman rojo de capa blanca, similar al diseño del capitán Marvel. Ambos personajes tienen las mismas habilidades.

## Modo de juego
La acción comienza en Metrópolis y se desplaza a lo largo de cinco Asaltos, a San Francisco, Las Vegas, Washington D. C. y por último, el espacio en el interior de una nave espacial. El personaje tiene las habilidades de volar, golpear, patear y ataque especial de proyectiles llamado Sonic blast, que se logra manteniendo presionado y liberando el botón de golpear. También puede arrojar o romper objetos a través de los niveles; algunos de ellos entregan cristales que pueden restaurar la energía de Superman o usarse para lanzar un ataque de proyectiles sin necesidad de cargarlo o para derrotar a todos los enemigos que estén en la pantalla.
Los primeros cuatro niveles tienen tres partes: una primera sección en que se avanza horizontalmente, un tramo en que debe trasladarse en forma vertical y por último una sección horizontal en que se debe usar la visión calorífica para “disparar” y donde se pueden esquivar o destruir obstáculos; cada parte tiene un “jefe” al final. El último nivel transcurre en la nave espacial de Zaas, añade una la sección de visión calorífica al principio y termina con una batalla contra el jefe final.
A lo largo de la mayor parte del juego suena el tema principal de las películas de Superman.